# Otto Blom
Otte Pierre Nicolas "Otto" Blom Pzn (Amsterdam, 9 maart 1887 – Lage Vuursche, 22 juli 1972) was een Nederlands tennisspeler en ondernemer. Hij is zevenvoudig tenniskampioen van Nederland.

## Levensloop

### Privéleven
Otto Blom was een zoon van Pieter Blom (1863-1939) en Ada van Lennep (1865-1941). Zijn opa aan moederskant was Christiaan van Lennep en zijn overgrootvader de schrijver en politicus Jacob van Lennep. Vanaf zijn zeventiende was hij werkzaam in het assurantiebedrijf Blom & Van der Aa en in 1912 werd hij deelgenoot in deze firma. Hij was onder meer directeur-generaal van de Amsterdam Londen Verzekering Maatschappij N.V. Blom woonde vanaf 1924 tot aan zijn overlijden op de Ewijckshoeve tussen Lage Vuursche en Den Dolder.

### Sportloopbaan
Blom won bij de Nationale Tenniskampioenschappen in 1909, 1910 en 1911 het heren enkelspel, in 1909 en 1912 het heren dubbelspel en in 1906 en 1911 het gemengd dubbelspel. In 1909 won hij, als eerste Nederlander, een set op Wimbledon. Een jaar later won hij partijen tegen Arthur Cronin, George Nettleton en Walter Tripp en haalde hij de achtste finales, die hij verloor tegen Arthur Lowe. Toen hij in 1912 bij het Nederlands kampioenschap van de 16-jarige Arthur Diemer Kool verloor, zette hij geërgerd een punt achter zijn tenniscarrière. Zijn zoon Pieter trouwde later met een dochter van Diemer Kool.

## Nationale titels
- 1906: gemengd dubbelspel met Loes Everts
- 1909: heren enkelspel en heren dubbelspel met E.H. Brandt
- 1910: heren enkelspel
- 1911: heren enkelspel en gemengd dubbelspel met zijn zus Dolly Blom
- 1912: heren dubbelspel met zijn oom Christiaan van Lennep